# 1. češkoslovaška samostojna tankovska brigada
1. češkoslovaška samostojna tankovska brigada je bila oklepna brigada, ki je bila sestavljena iz državljanov Češkoslovaške in je bila organizirana ter se bojevala na strani sovjetske Rdeče armade.

## Sestava
- štab
- 1. tankovski bataljon
- 2. tankovski bataljon
- 3. tankovski bataljon
- 4. tankovski bataljon
- mehanizirani brzostrelski bataljon
- izvidniška četa
- štabna četa
- inženirska četa
- komunikacijska četa